# Ескадрені міноносці типу «C» (1943)
Не варто плутати з ескадреними міноносцями типу «C» 1913 року та типу «C» 1930 року
Ескадрені міноносці типу «C» (англ. C-class destroyer (1943) — клас військових кораблів з 32 ескадрених міноносців, що випускалися британськими суднобудівельними компаніями з 1942 по 1944 роки. Ескадрені міноносці цього типу входили до складу Королівських військово-морських флотів Великої Британії, Канади, Норвегії та ВМС Пакистану. Есмінці активно використовувалися протягом Другої світової війни та в післявоєнний час.
Кораблі замовлялися партіями по 8 одиниць, починаючи з 1942 року, й будувалися за «Надзвичайною воєнною програмою» (англ. War Emergency Programme) й стали, так званими, 11-ю, 12-ю, 13-ю та 14-ю Надзвичайними флотиліями британського флоту. 15-та надзвичайна флотилія типу «Ce» планувалася до випуску, але була скасована та перевага віддана есмінцям типу «Вепон».

## Ескадрені міноносці типу «C»

### Ескадрені міноносці підтипу «Ca»
| № | Корабель    | Номер вимпелу    | Виготовлювач                                        | Закладено         | Спущено           | У строю           | Статус |
| - | ----------- | ---------------- | --------------------------------------------------- | ----------------- | ----------------- | ----------------- | --- |
| 1 | «Капріс»    | R01, пізніше D01 | Yarrow Shipbuilders, Скотстон                       | 28 вересня 1942   | 16 вересня 1943   | 5 квітня 1944     | 1959 року модернізований Yarrow; виведений у березні 1973 та у 1979 розібраний у Квінборо                                                                                               |
| 2 | «Касандра»  | R62, пізніше D10 | Yarrow Shipbuilders, Скотстон                       | 3 січня 1943      | 29 листопада 1943 | 28 липня 1944     | 1960 модернізований Yarrow; виведений у січні 1966 та у 1967 розібраний у Інверкітінгі                                                                                                  |
| 3 | «Сізар»     | R07, пізніше D07 | John Brown & Company, Клайдбанк                     | 3 квітня 1943     | 14 лютого 1944    | 5 жовтня 1944     | 1957-1960 модернізований у Росайті; виведений у червні 1965 та у 1967 розібраний у Блайті                                                                                               |
| 4 | «Кавендіш»  | R15, пізніше D15 | John Brown & Company, Клайдбанк                     | 19 травня 1943    | 12 квітня 1944    | 12 грудня 1944    | 1956 модернізований; у 1967 розібраний у Блайті |
| 5 | «Кембріан»  | R85, пізніше D85 | Scotts Shipbuilding and Engineering Company, Грінок | 14 серпня 1942    | 10 грудня 1943    | 14 липня 1944     | 1963 році модернізований; у грудні 1968 року виведений зі складу сил флоту. У серпні 1971 року розібраний у Бритон-Феррі                                                                |
| 6 | «Керон»     | R30, пізніше D30 | Scotts Shipbuilding and Engineering Company, Грінок | 26 листопада 1942 | 28 березня 1944   | 6 листопада 1944  | у серпні 1955 року перероблений на навчальний корабель. У березні 1963 виведений зі складу сил флоту. 1967 розібраний у Інверкітінгі                                                    |
| 7 | «Кавалір»   | R73, пізніше D73 | J. Samuel White, Коуз, острів Вайт                  | 28 лютого 1943    | 7 квітня 1944     | 22 листопада 1944 | 1957 модернізований; у липні 1972 виведений зі складу сил флоту. У жовтні 1977 проданий та перетворений на корабель-музей. З 1999 встановлений у Chatham Historic Dockyard, Чатем, Кент |
| 8 | «Керісфорт» | R25, пізніше D25 | J. Samuel White, Коуз, острів Вайт                  | 12 травня 1943    | 25 липня 1944     | 20 лютого 1945    | 1956 модернізований; у лютому 1969 списаний та у 1970 розібраний на брухт у Ньюпорті |

### Ескадрені міноносці підтипу «Ch»
| № | Корабель   | Номер вимпелу | Виготовлювач                                        | Закладено         | Спущено           | У строю         | Статус |
| - | ---------- | ------------- | --------------------------------------------------- | ----------------- | ----------------- | --------------- | --- |
| 1 | «Чапліт»   | R52           | John I. Thornycroft & Company, Вулстон              | 29 квітня 1943    | 18 липня 1944     | 24 серпня 1945  | 1961 розібраний; 1965 проданий на брухт |
| 2 | «Чаріті»   | R29           | John I. Thornycroft & Company, Вулстон              | 3 січня 1943      | 29 листопада 1943 | 28 липня 1944   | 16 грудня 1958 року переданий до Пакистанських ВМС, уведений як Shah Jehan. 4 грудня 1971 року під час Третьої індо-пакистанської війни уражений протикорабельними ракетами «Стікс» індійських ракетних катерів у порту Карачі. Згодом списаний. |
| 3 | «Чекерс»   | R61           | Scotts Shipbuilding and Engineering Company, Грінок | 4 травня 1943     | 30 жовтня 1944    | 28 вересня 1945 | 1964 розібраний; 1966 проданий на брухт |
| 4 | «Чіфтен»   | R36           | Scotts Shipbuilding and Engineering Company, Грінок | 27 червня 1943    | 26 лютого 1945    | 7 березня 1946  | 1961 розібраний на брухт |
| 5 | «Шеврон»   | R51           | Alexander Stephen and Sons, Глазго                  | 18 березня 1943   | 23 лютого 1944    | 23 серпня 1945  | перетворений на плавучу казарму, 1969 розібраний на брухт |
| 6 | «Шевіот»   | R90           | Alexander Stephen and Sons, Глазго                  | 27 квітня 1943    | 2 травня 1944     | 11 грудня 1945  | перетворений на прибережний навчальний корабель у Росайті, 1962 проданий на брухт |
| 7 | «Чілдез»   | R91           | William Denny and Brothers, Дамбартон               | 27 листопада 1943 | 27 лютого 1945    | 19 грудня 1945  | 1958 розібраний; 1963 проданий на брухт |
| 8 | «Шивалрос» | R21           | William Denny and Brothers, Дамбартон               | 27 листопада 1943 | 22 червня 1945    | 13 травня 1946  | 29 червня 1954 року переданий до Пакистанських ВМС, уведений як Taimur. 1961 розібраний на брухт |

### Ескадрені міноносці підтипу «Co»
| № | Корабель   | Номер вимпелу    | Виготовлювач                           | Закладено         | Спущено         | У строю          | Статус                                                                            |
| - | ---------- | ---------------- | -------------------------------------- | ----------------- | --------------- | ---------------- | --------------------------------------------------------------------------------- |
| 1 | «Комус»    | R43              | John I. Thornycroft & Company, Вулстон | 21 серпня 1943    | 14 березня 1945 | 8 липня 1946     | 1958 проданий на брухт                                                            |
| 2 | «Конкорд»  | R63              | John I. Thornycroft & Company, Вулстон | 18 листопада 1943 | 14 травня 1945  | 20 грудня 1946   | перетворений на прибережний навчальний корабель у Росайті, 1962 проданий на брухт |
| 3 | «Контест»  | R12, пізніше D48 | J. Samuel White, Коуз, острів Вайт     | 1 листопада 1943  | 16 грудня 1944  | 9 листопада 1945 | 1960 проданий на брухт                                                            |
| 4 | «Консорт»  | R76              | Alexander Stephen and Sons, Глазго     | 26 травня 1943    | 19 жовтня 1944  | 19 березня 1946  | 1961 проданий на брухт                                                            |
| 5 | «Кокейд»   | R34              | Yarrow Shipbuilders, Скотстон          | 11 березня 1943   | 7 березня 1944  | 29 вересня 1945  | 1958 розібраний; 1964 проданий на брухт                                           |
| 6 | «Комет»    | R26              | Yarrow Shipbuilders, Скотстон          | 14 червня 1943    | 22 червня 1944  | 6 червня 1945    | 1958 розібраний; 1962 проданий на брухт                                           |
| 7 | «Констанс» | R71              | Yarrow Shipbuilders, Ньюкасл-апон-Тайн | 18 березня 1943   | 22 серпня 1944  | 31 грудня 1945   | 1956 проданий на брухт                                                            |
| 8 | «Козак»    | R57              | Yarrow Shipbuilders, Ньюкасл-апон-Тайн | 18 березня 1943   | 10 травня 1944  | 4 вересня 1945   | 1961 проданий на брухт                                                            |

### Ескадрені міноносці підтипу «Cr»
| № | Корабель    | Номер вимпелу | Виготовлювач                                        | Закладено         | Спущено           | У строю           | Статус |
| - | ----------- | ------------- | --------------------------------------------------- | ----------------- | ----------------- | ----------------- | --- |
| 1 | «Кресент»   | R16           | John Brown & Company, Клайдбанк                     | 16 серпня 1943    | 20 липня 1944     | 21 серпня 1945    | у серпні 1945 переданий до складу Королівського ВМФ Канади; 1952—1956 пройшов інтенсивну модернізацію, перетворений на протичовновий ескортний корабель. 1971 розібраний на брухт |
| 2 | «Крусейдер» | R20           | John Brown & Company, Клайдбанк                     | 15 листопада 1943 | 5 жовтня 1944     | 26 листопада 1945 | у серпні 1945 переданий до складу Королівського ВМФ Канади; 1964 розібраний на брухт                                                                                              |
| 3 | «Кроузіерс» | R27           | Yarrow Shipbuilders, Скотстон                       | 26 жовтня 1943    | 19 серпня 1944    | 30 листопада 1945 | на початку 1946 переданий до складу Королівського ВМФ Норвегії, як Тронгейм; 1961 проданий на злам                                                                                |
| 4 | «Кристал»   | R38           | Yarrow Shipbuilders, Скотстон                       | 13 січня 1944     | 12 лютого 1945    | 6 лютого 1946     | 1946 переданий до складу Королівського ВМФ Норвегії, як Ставангер; 1967 розібраний на брухт                                                                                       |
| 5 | «Кріспін»   | R68           | J. Samuel White, Коуз, острів Вайт                  | 1 лютого 1944     | 23 червня 1945    | 10 липня 1946     | 18 березня 1958 року переданий до складу ВМС Пакистану, як Jahangir; 1982 розібраний на брухт                                                                                     |
| 6 | «Креол»     | R82           | J. Samuel White, Коуз, острів Вайт                  | 3 серпня 1944     | 22 листопада 1945 | 14 жовтня 1946    | 20 червня 1958 року переданий до складу ВМС Пакистану, як Alamgir; 1982 розібраний на брухт                                                                                       |
| 7 | «Кромвель»  | R35           | Scotts Shipbuilding and Engineering Company, Грінок | 24 листопада 1943 | 6 серпня 1945     | 16 вересня 1946   | 1946 переданий до складу Королівського ВМФ Норвегії, як Берген; 1967 розібраний на брухт                                                                                          |
| 8 | «Кроун»     | R46           | Scotts Shipbuilding and Engineering Company, Грінок | 16 січня 1944     | 19 грудня 1945    | 17 квітня 1946    | 1946 переданий до складу Королівського ВМФ Норвегії, як Осло; 1968 розібраний на брухт                                                                                            |